# Uggelbo
Uggelbo är by i Säters kommun, Dalarnas län, belägen strax norr om Säter, vid länsväg W 789 som går parallellt med riksväg 70.